# Yosuke Ideguchi
Yosuke Ideguchi (井手口 陽介 Ideguchi Yōsuke?), född 23 augusti 1996 i Fukuoka, är en japansk fotbollsspelare (mittfältare) som spelar för Vissel Kobe och det japanska landslaget.

## Klubblagskarriär

### Gamba Osaka
Ideguchi kom till Gamba Osaka som 13-åring 2009, och skrev proffskontrakt med klubben 2014. Året därpå debuterade han för de dåvarande japanska mästarna. Säsongen 2016 fick han sitt genombrott och vann två av ligans utmärkelser, New Hero Award samt den prestigefyllda Rookie of the Year Award. Ideguchi spelade totalt 62 ligamatcher för Gamba Osaka och gjorde åtta mål.

### Leeds United
I januari 2018 värvades Ideguchi av den engelska Championship-klubben Leeds United för en halv miljon pund, och blev därmed förste japan att spela för klubben. Han lånades samtidigt ut till den spanska partnerklubben Cultural Leonesa i Segunda División för resten av säsongen, då konkurrensen på Leeds mittfält var omfattande och Ideguchi ansågs behöva få speltid inför sommarens VM. Han fick dock endast spela fem matcher med Cultural Leonesa, varav en från start.
Ideguchi tränade med Leeds under försäsongen 2018, men fanns inte med i spelarlistan när klubben den 26 juli tillkännagav tröjnumren för den kommande säsongen. I början av augusti berömde den nye managern Marcelo Bielsa hans professionalism, men medgav att han inte såg honom som första- eller andrahandsval på någon position, och att det inte skulle vara rättvist mot Ideguchi att behålla honom i klubben.

#### Greuther Fürth (lån)
Den 21 augusti 2018 lånades Ideguchi ut till den tyska 2. Bundesliga-klubben Greuther Fürth för hela säsongen, med option på permanent övergång. Han debuterade för klubben den 15 september genom att spela från start i en seger med 4–1 över Holstein Kiel, där Ideguchi gjorde lagets tredje mål en timme in i matchen. Den 30 september tvingades Ideguchi till byte i en seger med 1–0 över Dynamo Dresden på grund av vad som visade sig vara en korsbandsskada. Han förväntades missa större delen av den innevarande säsongen. Den 6 maj 2019 spelade Ideguchi sin första match efter skadan, då han blev inbytt i en förlust med 0–4 hemma mot FC Köln.

### Gamba Osaka (II)
Den 5 augusti återvärvades Ideguchi av Gamba Osaka, enligt uppgift för mer än Leeds betalade för honom 19 månader tidigare.

### Celtic
Den 31 december 2021 värvades Ideguchi av Scottish Premiership-klubben Celtic. Den 7 februari 2023 lånades han ut till japanska Avispa Fukuoka på ett låneavtal över resten av året.

### Vissel Kobe
Den 9 januari 2024 värvades Ideguchi av Vissel Kobe.

## Landslagskarriär
Ideguchi representerade med start 2014 Japan på U19- och U23-nivå. 2016 var han med när Japan vann Asiatiska mästerskapet på U23-nivå för första gången i Qatar.
Ideguchi togs för första gången ut i landslagstruppen på hösten 2016, och gjorde den 31 augusti 2017 ett viktigt mål mot Australien, vilket säkrade Japans plats i VM-slutspelet i Ryssland 2018. Han blev dock inte uttagen i mästerskapstruppen, vilket har antagits bero på bristen på speltid under lånet till Spanien.